# Ibacitabina
La ibacitabina, conosciuta anche con il nome di 5-iodo-2'-deossicitidina è un composto dotato di attività antivirale, in particolare verso gli herpesvirus. Il farmaco è utilizzato nel trattamento dell'infezione da herpes virus. È disponibile nella forma farmaceutica di pomata, crema, unguento e gel, in genere alla concentrazione dell'1% di principio attivo. Ibacitabina contiene iodio.

## Farmacodinamica
Il composto esercita la sua attività antivirale bloccando la sintesi del DNA del virus. 
Il farmaco viene fosforilato dalla timidina chinasi a ibacitabina trifosforilata. Questa sostanza agisce da substrato della DNA polimerasi provocando la formazione di falsi nucleotidi che bloccano la replicazione del virus.

## Farmacocinetica
La ibacitabina, dopo l'applicazione per via topica, è scarsamente assorbita dalla cute integra. 
Al contrario dopo applicazione a livello corneale viene assorbita in modo rilevante.

## Usi clinici
Il farmaco viene impiegato nel trattamento delle infezioni erpetiche primitive e recidivanti, a sede genitale e labiale, così come in altre zone della cute e delle mucose. Impiegato inoltre nella cheratite erpetica.

## Effetti collaterali e indesiderati
In corso di trattamento si possono verificare, raramente, manifestazioni da ipersensibilità:  reazioni allergiche, orticaria, eczema da contatto.

## Controindicazioni
Il farmaco è controindicato in caso di ipersensibilità nota al principio attivo, allo iodio, oppure a uno qualsiasi degli eccipienti della formulazione farmacologica.

## Dosi terapeutiche
Nelle infezioni erpetiche labiali, cutanee e genitali il farmaco è applicato localmente in forma di pomata contenente l'1% di principio attivo, da 3 fino a 5-10 volte al giorno. Il trattamento è decisamente più efficace se viene cominciato precocemente, ai primi segni che evidenziano un focolaio di infezione erpetica. La durata della terapia deve essere adeguata caso per caso, ma in genere non deve essere proseguita per oltre 7-10 giorni.

Nella cheratite erpetica si effettuano tre applicazioni al giorno. Dopo l'applicazione serale si consiglia un bendaggio occlusivo sull'occhio infetto.

## Gravidanza e allattamento
Non esistono studi adeguati e controllati sull'uso di ibacitabina nelle donne in stato di gravidanza. Per questo motivo il suo utilizzo nelle gravide e nelle donne che allattano al seno non è raccomandato.